# Arisdorf
Arisdorf (toponimo tedesco) è un comune svizzero di 1 657 abitanti del Canton Basilea Campagna, nel distretto di Liestal.

## Storia
Nel 1882 ha inglobato il comune soppresso di Olsberg.

## Monumenti e luoghi d'interesse
- Chiesa riformata (già della Santa Croce), attestata dal XII secolo e ricostruita nel 1595[1].

## Società

### Evoluzione demografica
L'evoluzione demografica è riportata nella seguente tabella (dal 1850 con Olsberg):
Abitanti censiti

## Amministrazione
Ogni famiglia originaria del luogo fa parte del cosiddetto comune patriziale e ha la responsabilità della manutenzione di ogni bene ricadente all'interno dei confini del comune.